# Maximilian Mittelstädt
Pour les articles homonymes, voir Mittelstadt.
Maximilian Mittelstädt est un footballeur international allemand né le 18 mars 1997 à Berlin en Allemagne. Il évolue au poste d'arrière gauche au VfB Stuttgart.

## Biographie

### En club
Mittelstädt fait son début professionnel le 2 mars 2016 lors d'une victoire à domicile de son équipe face à Francfort.
À la suite de la relégation du Hertha Berlin en mai 2023, il s'engage avec le VfB Stuttgart jusqu'en 2026. Le montant du transfert s'élève à environ 500 mille euros.

### En équipe nationale
Avec les moins de 19 ans, il participe au championnat d'Europe des moins de 19 ans en 2016. Lors de cette compétition, il joue trois matchs. Il délivre deux passe décisives lors du dernier match contre les Pays-Bas.
Avec les moins de 20 ans, il dispute la Coupe du monde des moins de 20 ans en 2017. Lors du mondial junior, il joue trois matchs. L'Allemagne est battue en huitièmes de finale par la Zambie après prolongation.
Le 14 mars 2024, Maximilian Mittelstädt est convoqué pour la première fois avec l'équipe nationale d'Allemagne par le sélectionneur Julian Nagelsmann. Le 16 mai 2024, il fait partie d'une liste provisoire de 27 joueurs sélectionnés par Julian Nagelsmann en vue de préparer l'Euro 2024, avant de se retrouver dans la liste définitive le 7 juin.

## Statistiques

### Détaillées
| Saison                | Club                  | Championnat           | Championnat | Championnat | Championnat | Coupe(s) nationale(s) | Coupe(s) nationale(s) | Coupe(s) nationale(s) | Supercoupe | Supercoupe | Supercoupe | Compétition(s) continentale(s) | Compétition(s) continentale(s) | Compétition(s) continentale(s) | Compétition(s) continentale(s) | Barrages | Barrages | Barrages | Allemagne | Allemagne | Allemagne | Total | Total | Total |
| Saison                | Club                  | Division              | M.          | B.          | P.d.        | M.                    | B.                    | P.d.                  | M.         | B.         | P.d.       | Comp.                          | M.                             | B.                             | P.d.                           | M.       | B.       | P.d.     | M.        | B.        | P.d.      | M.    | B.    | P.d.  |
| 2015-2016             | Hertha Berlin         | Bundesliga            | 3           | 0           | 0           | -                     | -                     | -                     | -          | -          | -          | -                              | -                              | -                              | -                              | -        | -        | -        | -         | -         | -         | 3     | 0     | 0     |
| 2016-2017             | Hertha Berlin         | Bundesliga            | 12          | 0           | 1           | 1                     | 0                     | 0                     | -          | -          | -          | C3                             | -                              | -                              | -                              | -        | -        | -        | -         | -         | -         | 13    | 0     | 1     |
| 2017-2018             | Hertha Berlin         | Bundesliga            | 11          | 0           | 0           | -                     | -                     | -                     | -          | -          | -          | C3                             | 3                              | 0                              | 3                              | -        | -        | -        | -         | -         | -         | 14    | 0     | 3     |
| 2018-2019             | Hertha Berlin         | Bundesliga            | 25          | 1           | 1           | 3                     | 2                     | 0                     | -          | -          | -          | -                              | -                              | -                              | -                              | -        | -        | -        | -         | -         | -         | 28    | 3     | 1     |
| 2019-2020             | Hertha Berlin         | Bundesliga            | 26          | 1           | 3           | 2                     | 0                     | 1                     | -          | -          | -          | -                              | -                              | -                              | -                              | -        | -        | -        | -         | -         | -         | 28    | 1     | 4     |
| 2020-2021             | Hertha Berlin         | Bundesliga            | 27          | 0           | 2           | 1                     | 0                     | -                     | -          | -          | -          | -                              | -                              | -                              | -                              | -        | -        | -        | -         | -         | -         | 28    | 0     | 2     |
| 2021-2022             | Hertha Berlin         | Bundesliga            | 24          | 0           | 5           | 1                     | 0                     | 0                     | -          | -          | -          | -                              | -                              | -                              | -                              | 1        | 0        | 0        | -         | -         | -         | 26    | 0     | 5     |
| 2022-2023             | Hertha Berlin         | Bundesliga            | 17          | 0           | 0           | -                     | -                     | -                     | -          | -          | -          | -                              | -                              | -                              | -                              | -        | -        | -        | -         | -         | -         | 17    | 0     | 0     |
| Sous-total            | Sous-total            | Sous-total            | 145         | 2           | 13          | 8                     | 2                     | 1                     | -          | -          | -          | -                              | 3                              | 0                              | 3                              | 1        | 0        | 0        | -         | -         | -         | 157   | 4     | 17    |
| 2023-2024             | VfB Stuttgart         | Bundesliga            | 31          | 2           | 4           | 3                     | 0                     | 1                     | -          | -          | -          | -                              | -                              | -                              | -                              | -        | -        | -        | 8         | 1         | 1         | 42    | 3     | 6     |
| 2024-2025             | VfB Stuttgart         | Bundesliga            | 31          | 1           | 8           | 4                     | 0                     | 0                     | 1          | 0          | 1          | C1                             | 8                              | 0                              | 2                              | -        | -        | -        | 6         | 0         | 1         | 50    | 1     | 12    |
| 2025-2026             | VfB Stuttgart         | Bundesliga            | 0           | 0           | 0           | 0                     | 0                     | 0                     | 1          | 0          | 1          | C3                             | 0                              | 0                              | 0                              | -        | -        | -        | 0         | 0         | 0         | 1     | 0     | 1     |
| Sous-total            | Sous-total            | Sous-total            | 62          | 3           | 12          | 7                     | 0                     | 1                     | 2          | 0          | 1          | -                              | 8                              | 0                              | 2                              | -        | -        | -        | 14        | 1         | 2         | 93    | 4     | 18    |
| Total sur la carrière | Total sur la carrière | Total sur la carrière | 207         | 5           | 25          | 25                    | 2                     | 2                     | 2          | 0          | 1          | -                              | 11                             | 0                              | 5                              | 1        | 0        | 0        | 14        | 1         | 2         | 260   | 8     | 35    |

## Palmarès
VfB Stuttgart
- Coupe d'Allemagne (1) :
  - Vainqueur en 2025